# Donji Svilaj
Donji Svilaj es un pueblo de la municipalidad de Odžak, en el cantón de Posavina, Bosnia y Herzegovina.

## Superficie
Posee una superficie de 17,95 kilómetros cuadrados.

## Demografía
Hasta 2013 la población era de 1107 habitantes, con una densidad de población de 61,7 habitantes por kilómetro cuadrado.